# Marcenat (Allier)
Pour les articles homonymes, voir Marcenat.
Marcenat est une commune française située dans le département de l'Allier, en région Auvergne-Rhône-Alpes. Elle fait partie de l'aire d'attraction de Vichy.

## Géographie

### Localisation
Marcenat est située en Limagne bourbonnaise.

### Communes limitrophes
| - OpenStreetMap Limite communale |

Sept communes sont limitrophes de Marcenat :
| Loriges               | Paray-sous-Briailles | Créchy |
| Saint-Didier-la-Forêt | Marcenat             | Billy  |
|                       | Saint-Rémy-en-Rollat |        |

### Hydrographie

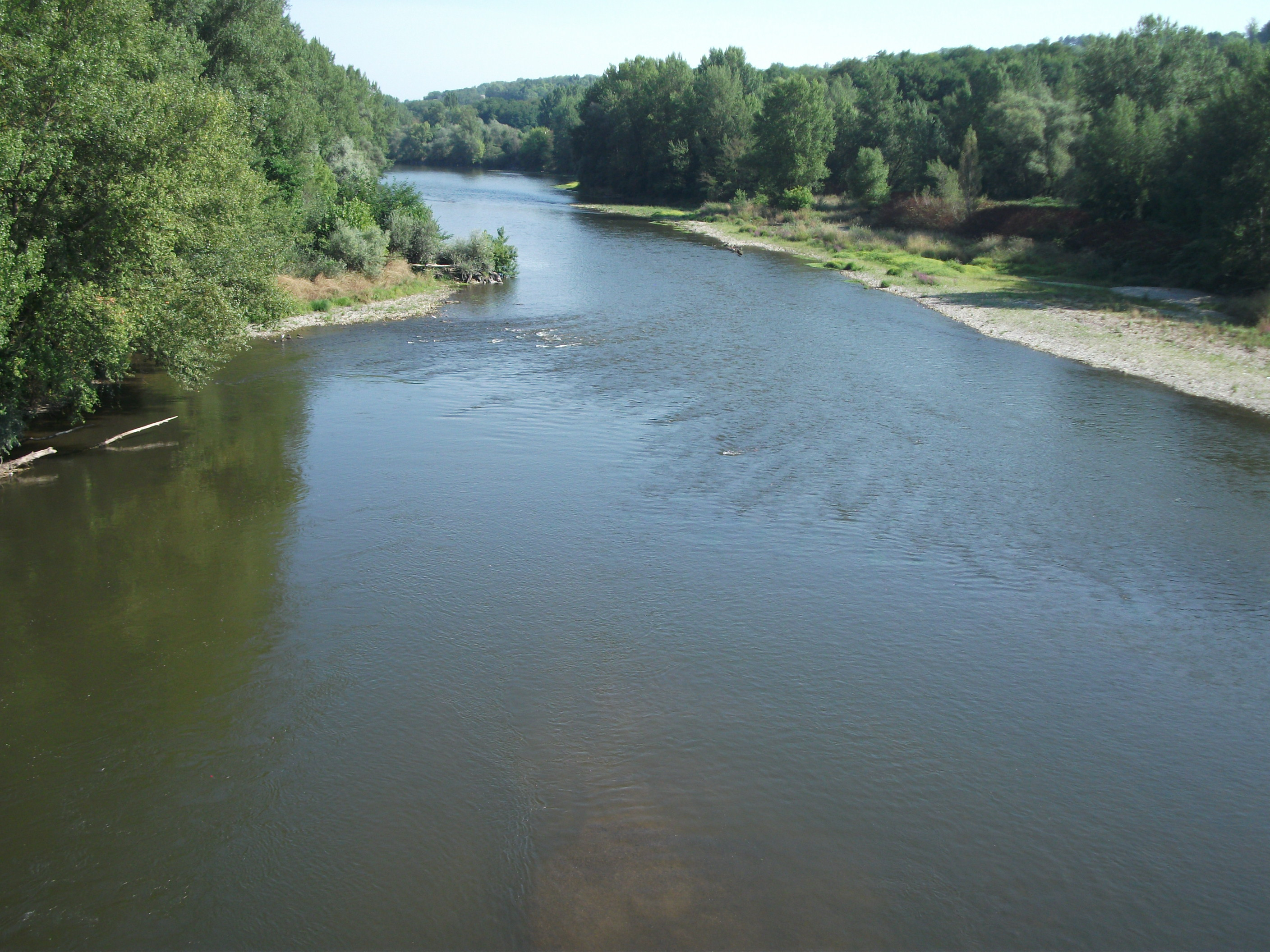
La rivière Allier, vers l'aval, depuis le pont de la route départementale 130.

La commune, située en rive gauche de l'Allier, est traversée par le ruisseau de l'Agasse.

### Voies de communication et transports
Seules des routes départementales d'intérêt local desservent la commune. La départementale 130 relie Saint-Pourçain-sur-Sioule à Billy et la RD 218 permet de rejoindre Saint-Didier-la-Forêt ; ces deux routes traversent la forêt domaniale de Marcenat.
L'axe nord-sud RD 142 relie les communes de Paray-sous-Briailles et de Saint-Rémy-en-Rollat en desservant le lieu-dit du Lonzat. Il existe aussi une RD 281.

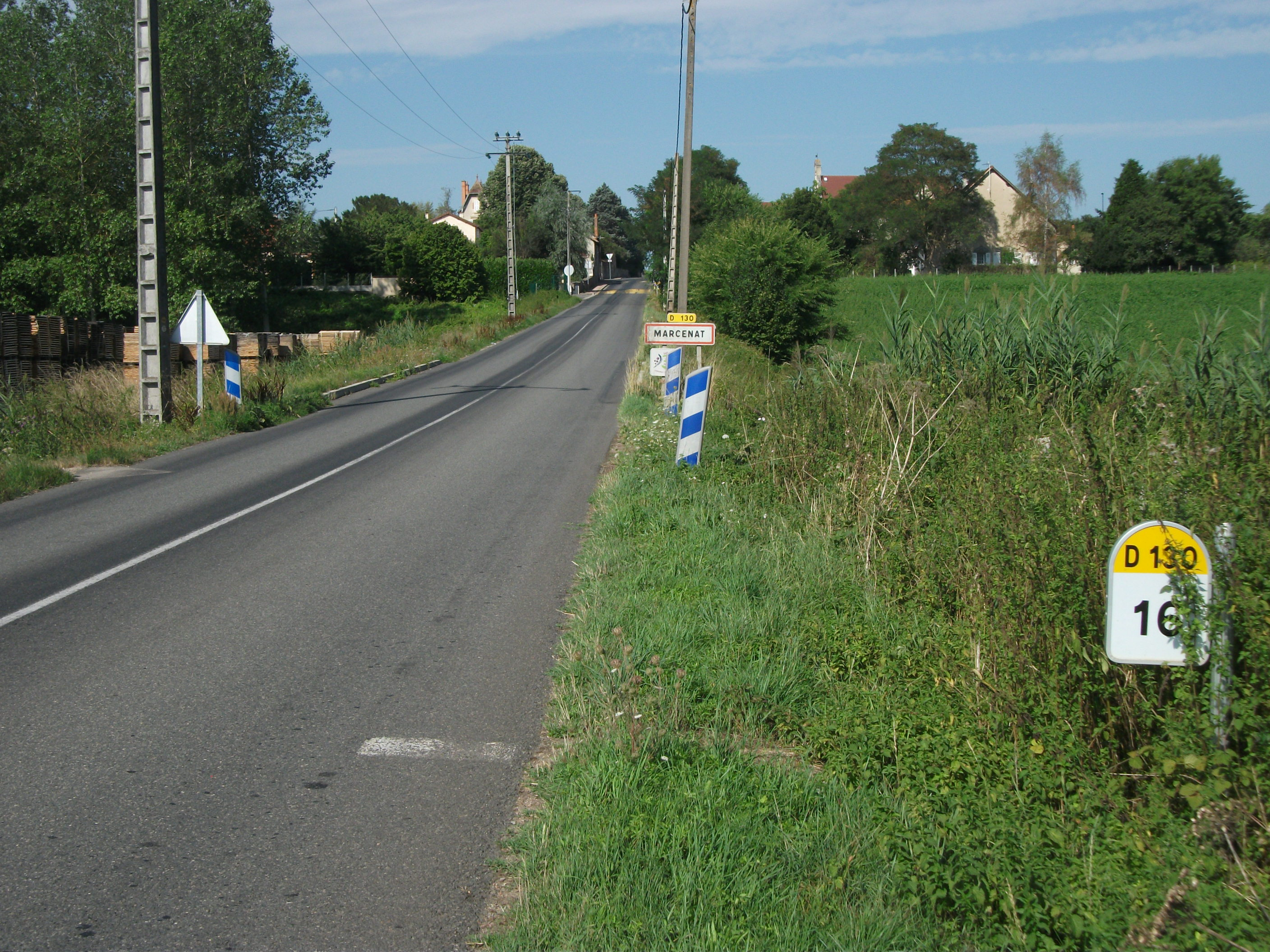
Entrée par la RD 130 depuis Billy.
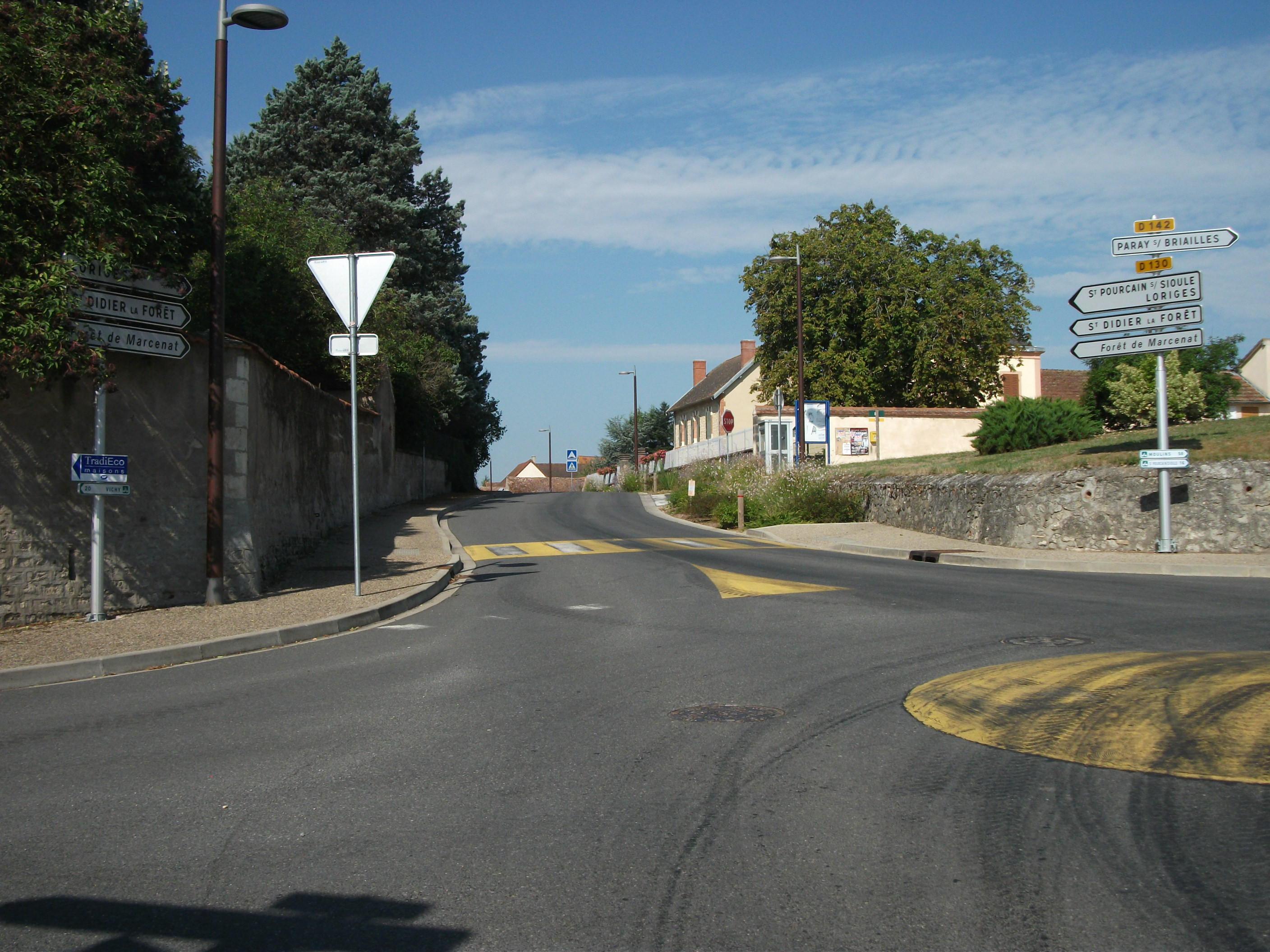
RD 130 vers Loriges et Saint-Pourçain-sur-Sioule.
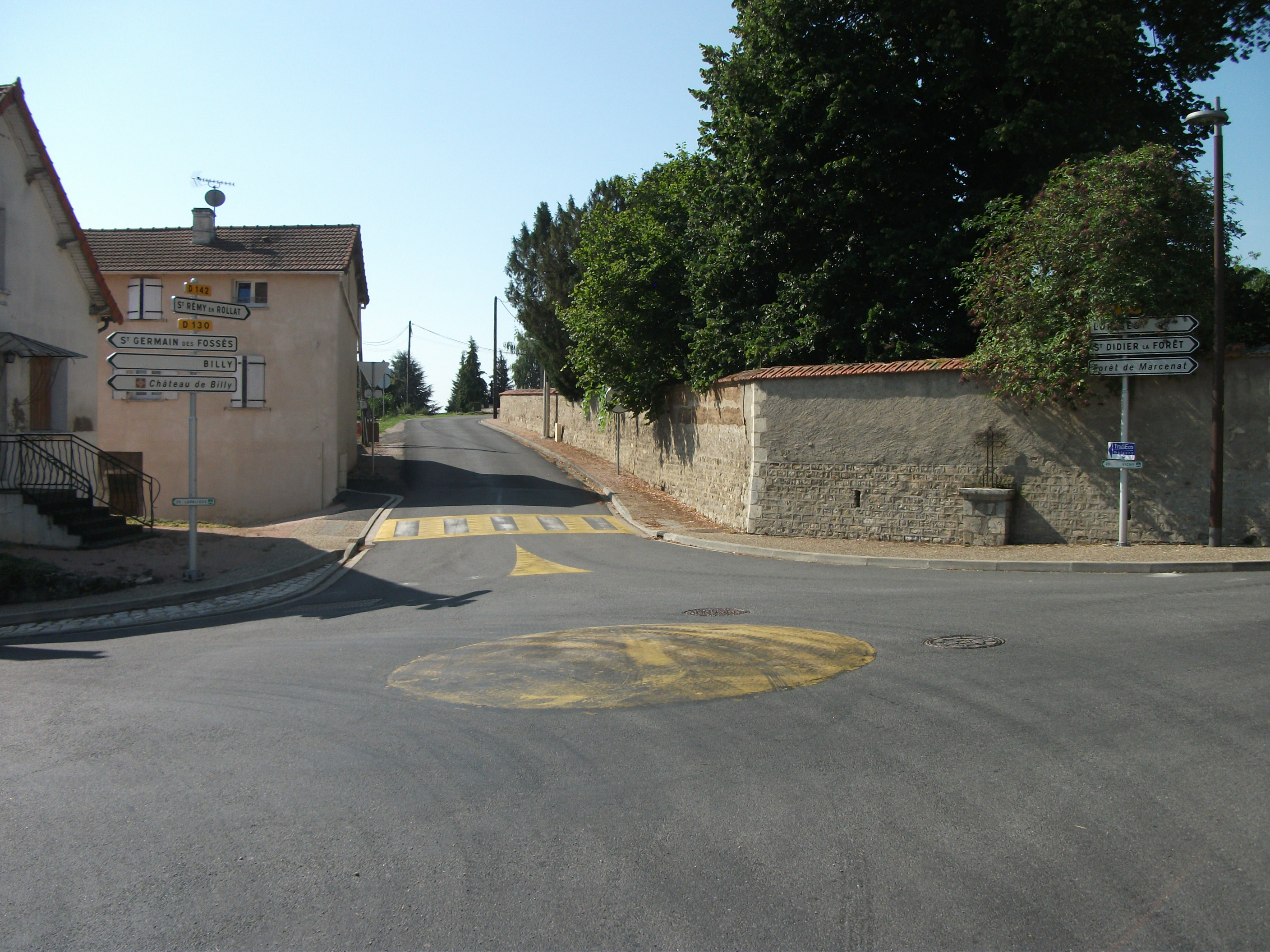
RD 142 vers Saint-Rémy-en-Rollat.

### Climat
Pour des articles plus généraux, voir Climat d'Auvergne-Rhône-Alpes et Climat de l'Allier.
En 2010, le climat de la commune est de type climat océanique dégradé des plaines du Centre et du Nord, selon une étude du CNRS s'appuyant sur une série de données couvrant la période 1971-2000. En 2020, Météo-France publie une typologie des climats de la France métropolitaine dans laquelle la commune est dans une zone de transition entre le climat océanique altéré et le climat de montagne ou de marges de montagne et est dans la région climatique Centre et contreforts nord du Massif Central, caractérisée par un air sec en été et un bon ensoleillement.
Pour la période 1971-2000, la température annuelle moyenne est de 11,3 °C, avec une amplitude thermique annuelle de 16,4 °C. Le cumul annuel moyen de précipitations est de 782 mm, avec 10,5 jours de précipitations en janvier et 7,3 jours en juillet. Pour la période 1991-2020, la température moyenne annuelle observée sur la station météorologique de Météo-France la plus proche, sur la commune de Paray-sous-Briailles à 7 km à vol d'oiseau, est de 11,7 °C et le cumul annuel moyen de précipitations est de 744,7 mm,. Pour l'avenir, les paramètres climatiques de la commune estimés pour 2050 selon différents scénarios d'émission de gaz à effet de serre sont consultables sur un site dédié publié par Météo-France en novembre 2022.

## Urbanisme

### Typologie
Au 1er janvier 2024, Marcenat est catégorisée commune rurale à habitat très dispersé, selon la nouvelle grille communale de densité à 7 niveaux définie par l'Insee en 2022.
Elle est située hors unité urbaine. Par ailleurs la commune fait partie de l'aire d'attraction de Vichy, dont elle est une commune de la couronne,. Cette aire, qui regroupe 50 communes, est catégorisée dans les aires de 50 000 à moins de 200 000 habitants,.

### Occupation des sols

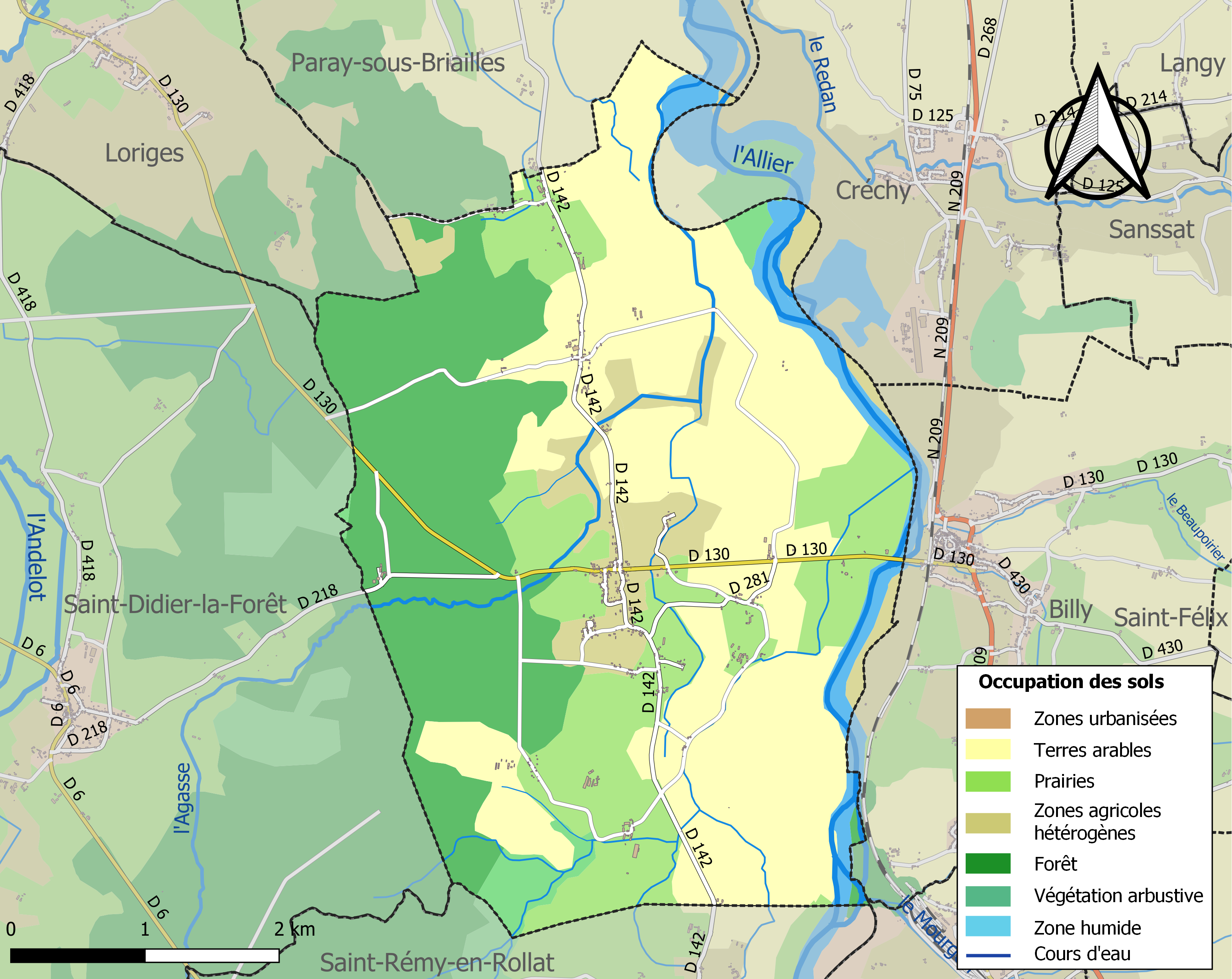
Carte des infrastructures et de l'occupation des sols de la commune en 2018 (CLC).

L'occupation des sols de la commune, telle qu'elle ressort de la base de données européenne d’occupation biophysique des sols Corine Land Cover (CLC), est marquée par l'importance des territoires agricoles (68,2 % en 2018), une proportion sensiblement équivalente à celle de 1990 (68,4 %). La répartition détaillée en 2018 est la suivante : 
terres arables (40,3 %), forêts (26 %), prairies (19,8 %), zones agricoles hétérogènes (8,1 %), eaux continentales (3,8 %), milieux à végétation arbustive et/ou herbacée (2,1 %).
L'IGN met par ailleurs à disposition un outil en ligne permettant de comparer l’évolution dans le temps de l’occupation des sols de la commune (ou de territoires à des échelles différentes). Plusieurs époques sont accessibles sous forme de cartes ou photos aériennes : la carte de Cassini (XVIIIe siècle), la carte d'état-major (1820-1866) et la période actuelle (1950 à aujourd'hui).

## Histoire
Les anciennes communes du Lonzat (écrit Lelouzas en 1793) et de Villaines (écrit Villeme en 1801) ont été réunies en 1831 pour former la commune de Marcenat-sur-Allier, devenue ensuite Marcenat.

## Politique et administration

### Découpage territorial
Marcenat faisait partie de l'ancien arrondissement de Gannat ; à la suppression de celui-ci, en 1926, la commune a été rattachée à l'arrondissement de Moulins jusqu'en 2024 où elle est rattachée à celui de Vichy. Elle n'est cependant pas affectée par le redécoupage des cantons du département de 2014, applicable depuis fin mars 2015 : elle reste dans le canton de Saint-Pourçain-sur-Sioule.
Par arrêté préfectoral du 2 janvier 2024, la commune est retirée le 1er janvier 2024 de l'arrondissement de Moulins et rattachée à l'arrondissement de Vichy.

### Liste des maires
| Période                                  | Période                      | Identité       | Étiquette | Qualité  |
| ---------------------------------------- | ---------------------------- | -------------- | --------- | -------- |
| Les données manquantes sont à compléter. |                              |                |           |          |
| mars 2001                                | mars 2008                    | Fernand Heck   |           |          |
| mars 2008                                | mars 2014                    | Georges Lavril |           |          |
| mars 2014 (réélu en 2020)                | En cours (au 8 juillet 2020) | Gilles Paris   | DVG       | Retraité |

## Équipements et services publics

### Enseignement
Marcenat dépend de l'académie de Clermont-Ferrand. Elle gère une école élémentaire publique, où 36 élèves sont scolarisés pour l'année scolaire 2015-2016.
Hors dérogations à la carte scolaire, les collégiens poursuivent leur scolarité à Saint-Germain-des-Fossés et les lycéens à Cusset, au lycée Albert-Londres.

## Population et société
Les habitants de la commune sont appelés les Marcenatois et les Marcenatoises.

### Démographie
L'évolution du nombre d'habitants est connue à travers les recensements de la population effectués dans la commune depuis 1793. Pour les communes de moins de 10 000 habitants, une enquête de recensement portant sur toute la population est réalisée tous les cinq ans, les populations de référence des années intermédiaires étant quant à elles estimées par interpolation ou extrapolation. Pour la commune, le premier recensement exhaustif entrant dans le cadre du nouveau dispositif a été réalisé en 2008.

En 2022, la commune comptait 376 habitants, en évolution de −6,7 % par rapport à 2016 (Allier : −1,38 %, France hors Mayotte : +2,11 %).
| 1793 | 1800 | 1806 | 1821 | 1831 | 1836 | 1841 | 1846 | 1851 |
| ---- | ---- | ---- | ---- | ---- | ---- | ---- | ---- | ---- |
| 201  | 195  | 294  | 311  | 537  | 556  | 601  | 620  | 618  |

| 1856 | 1861 | 1866 | 1872 | 1876 | 1881 | 1886 | 1891 | 1896 |
| ---- | ---- | ---- | ---- | ---- | ---- | ---- | ---- | ---- |
| 594  | 618  | 595  | 592  | 592  | 609  | 610  | 583  | 565  |

| 1901 | 1906 | 1911 | 1921 | 1926 | 1931 | 1936 | 1946 | 1954 |
| ---- | ---- | ---- | ---- | ---- | ---- | ---- | ---- | ---- |
| 522  | 508  | 519  | 398  | 384  | 419  | 385  | 386  | 400  |

| 1962 | 1968 | 1975 | 1982 | 1990 | 1999 | 2006 | 2008 | 2013 |
| ---- | ---- | ---- | ---- | ---- | ---- | ---- | ---- | ---- |
| 382  | 359  | 291  | 349  | 330  | 303  | 354  | 362  | 373  |

| 2018 | 2022 | - | - | - | - | - | - | - |
| ---- | ---- | - | - | - | - | - | - | - |
| 407  | 376  | - | - | - | - | - | - | - |

## Culture locale et patrimoine

### Lieux et monuments
- Château du Lonzat[25] (46° 14′ 45,9″ N, 3° 23′ 36,4″ E). Il servit de résidence d'été de mai à août 1944 au maréchal Pétain[26] alors  chef de l'État français (régime de Vichy). Pétain fuyait la chaleur lourde et orageuse de Vichy l'été. En 1941, il résida ainsi au château du Bost, à Bellerive-sur-Allier, puis en 1942 et 1943 au château de Charmeil[26]. Au printemps 1944, à l'approche d'un débarquement allié, les Allemands, craignant un enlèvement ou une fuite, l'obligèrent à résider au château du Lonzat, qui était alors protégé par deux cents soldats de sa garde personnelle dans le parc du château et par 1500 soldats allemands aux alentours[27]. Les 16 kilomètres de route qui menaient à Vichy où le maréchal se rendait à ses bureaux de l'hôtel du Parc étaient également sous la garde allemande[26].
- Église Saint-Martin de Marcenat.

### Personnalités liées à la commune
- François-Xavier Laurent (né à Marcenat le 24 novembre 1744 et mort à Clermont-Ferrand le 10 mai 1821), ecclésiastique, député aux États généraux de 1789 puis évêque constitutionnel de l'Allier de 1791 à 1793.

### Héraldique
| Blason de Marcenat | Blason  | De gueules à la fasce ondée d'argent chargée d'une fasce ondée d'azur, accompagnée en chef d’une fleurs de lys d’or accostée de deux brins de muguet au naturel et en pointe d’une tête de chevreuil coupée d’or. |
| Blason de Marcenat | Détails | Le statut officiel du blason reste à déterminer. |